# 2013-as IIHF divízió I-es jégkorong-világbajnokság
A 2013-as IIHF divízió I-es jégkorong-világbajnokságot két csoportra bontva Magyarországon ("A" csoport), és Ukrajnában ("B" csoport) rendezték április 14. és április 20. között. A világbajnokság mérkőzéseinek két helyszín adott otthont, a Papp László Budapest Sportaréna Budapesten, és a Druzsba Sportpalota (Ukránul: Палац спорту "Дружба") az ukrajnai Doneckben.
A vb-n tizenkét válogatott vett részt, a két csoportban 6–6. Az A csoport első két helyén végző válogatottak feljutottak a főcsoportba, így részvételi jogot szereztek a 2014-es IIHF jégkorong-világbajnokságra. Az A csoport utolsó helyezettje kiesett a B csoportba. A B csoport első helyezettje feljutott az A csoportba, az utolsó helyezett pedig a divízió II A csoportjába került.

## Résztvevők
A világbajnokságon az alábbi 12 válogatott vett részt.
A csoport
| Csapat         | Kvalifikáció módja                                                     |
| -------------- | ---------------------------------------------------------------------- |
| Olaszország    | Előző évben a főcsoport 15. helyén végzett és kiesett.                 |
| Kazahsztán     | Előző évben a főcsoport 16. helyén végzett és kiesett.                 |
| Magyarország   | Rendező, előző évben a divízió I A csoportjának 3. helyén végzett.     |
| Japán          | Előző évben a divízió I A csoportjának 4. helyén végzett.              |
| Nagy-Britannia | Előző évben a divízió I A csoportjának 5. helyén végzett.              |
| Dél-Korea      | Előző évben a divízió I B csoportjának 1. helyén végzett és feljutott. |

B csoport
| Csapat        | Kvalifikáció módja                                                            |
| ------------- | ----------------------------------------------------------------------------- |
| Ukrajna       | Rendező, előző évben a divízió I A csoportjának 6. helyén végzett és kiesett. |
| Lengyelország | Előző évben a divízió I B csoportjának 2. helyén végzett.                     |
| Hollandia     | Előző évben a divízió I B csoportjának 3. helyén végzett.                     |
| Románia       | Előző évben a divízió I B csoportjának 4. helyén végzett.                     |
| Litvánia      | Előző évben a divízió I B csoportjának 5. helyén végzett.                     |
| Észtország    | Előző évben a divízió II A csoportjának 1. helyén végzett és feljutott.       |

## Játékvezetők
Az IIHF 11 vezetőbírót és 14 vonalbírót jelölt ki a versenyre. Az A csoport küzdelmeire 7 bíró és 7 vonalbíró, míg a B csoport küzdelmeire 4 bírót és 7 vonalbírót jelöltek ki. A kijelölt bírók a következők voltak:
| A Csoport (Budapest, Magyarország) Játékvezetők - Jimmy Bergamelli - Thomas Berneker - Daniel Konc - Pawel Meszynski - Alekszander Szergejev - Makszim Szidorenko - Pascal St-Jacques Vonalbírók - David Brown - Jiri Gebauer - Justin Hull - Joris Müller - Nagy Attila - Németh Márton - Alexander Waldejer | B csoport (Doneck, Ukrajna) Játékvezetők - Andris Ansons - Michael Hicks - Peter Loksik - Gordon Schukies Vonalbírók - Anton Gladcsenko - Rene Jensen - Martin Korba - Artem Korepanov - Frederic Monnaie - Ulrich Pardatscher - Damir Rakovic |

## Eredmények
A mérkőzések kezdési időpontja helyi idő szerint vannak feltüntetve.

### A csoport
A mérkőzéseket a Budapest Sportarénában játszották. A mérkőzések beosztása az IIHF 2012. október  9-én tett bejelentése alapján készült.
A magyar válogatott története során először kapott ki Dél-Koreától, valamint először győzte le Kazahsztánt.
| Jelmagyarázat                                        |
| ---------------------------------------------------- |
| Feljutott a 2014-es IIHF jégkorong-világbajnokságra. |
| Kiesett a divízió I B-be.                            |

| Nemzet         | M | Gy | HGy | HV | V | G+ | G- | Gk  | P  |
| -------------- | - | -- | --- | -- | - | -- | -- | --- | -- |
| Kazahsztán     | 5 | 4  | 0   | 0  | 1 | 18 | 6  | +12 | 12 |
| Olaszország    | 5 | 4  | 0   | 0  | 1 | 15 | 6  | +11 | 12 |
| Magyarország   | 5 | 3  | 0   | 1  | 1 | 12 | 10 | +2  | 10 |
| Japán          | 5 | 2  | 0   | 0  | 3 | 13 | 16 | −3  | 6  |
| Dél-Korea      | 5 | 1  | 1   | 0  | 3 | 16 | 19 | −3  | 5  |
| Nagy-Britannia | 5 | 0  | 0   | 0  | 5 | 5  | 22 | −17 | 0  |

| 2013. április 14. 12:30 | Japán | 2–5 (1–1, 1–2, 0–2) | Kazahsztán | Budapest Sportaréna Nézőszám: 802 |

| Jegyzőkönyv | Jegyzőkönyv     | Jegyzőkönyv                           | Jegyzőkönyv     | Jegyzőkönyv                                                                           |
| --- | --------------- | ------------------------------------- | --------------- | ------------------------------------------------------------------------------------- |
| | Yutaka Fukufuji | Kapusok                               | Vitaly Kolesnik | Játékvezetők: Alexander Sergeev Maxim Sidorenko Vonalbírók: David Brown Németh Márton |
| \| G. Tanaka (S. Kuji) – 12:56 \| 1–0 \| \| \| \| 1–1 \| 17:07 – K. Savenkov \| \| \| 1–2 \| 25:44 – K. Romanov (A. Korabeinikov) \| \| T. Kawai (A. Keller, S. Kuji) – 28:57 \| 2–2 \| \| \| \| 2–3 \| 39:20 – V. Alexandrov (R. Starchenko) \| \| \| 2–4 \| 55:19 – T. Zhailauov (D. Upper) \| \| \| 2–5 \| 58:20 – K. Romanov (K. Pushkarev) \| |                 |                                       |                 | Játékvezetők: Alexander Sergeev Maxim Sidorenko Vonalbírók: David Brown Németh Márton |
| 14 perc | Büntetések      | 14 perc                               |                 | Játékvezetők: Alexander Sergeev Maxim Sidorenko Vonalbírók: David Brown Németh Márton |
| 31 | Lövések         | 39                                    |                 | Játékvezetők: Alexander Sergeev Maxim Sidorenko Vonalbírók: David Brown Németh Márton |
| G. Tanaka (S. Kuji) – 12:56 | 1–0             |                                       |                 | Játékvezetők: Alexander Sergeev Maxim Sidorenko Vonalbírók: David Brown Németh Márton |
| | 1–1             | 17:07 – K. Savenkov                   |                 | Játékvezetők: Alexander Sergeev Maxim Sidorenko Vonalbírók: David Brown Németh Márton |
| | 1–2             | 25:44 – K. Romanov (A. Korabeinikov)  |                 | Játékvezetők: Alexander Sergeev Maxim Sidorenko Vonalbírók: David Brown Németh Márton |
| T. Kawai (A. Keller, S. Kuji) – 28:57 | 2–2             |                                       |                 |                                                                                       |
| | 2–3             | 39:20 – V. Alexandrov (R. Starchenko) |                 |                                                                                       |
| | 2–4             | 55:19 – T. Zhailauov (D. Upper)       |                 |                                                                                       |
| | 2–5             | 58:20 – K. Romanov (K. Pushkarev)     |                 |                                                                                       |

| 2013. április 14. 16:00 | Dél-Korea | 0–4 (0–1, 0–2, 0–1) | Olaszország | Budapest Sportaréna Nézőszám: 1205 |

| Jegyzőkönyv | Jegyzőkönyv                 | Jegyzőkönyv                                   | Jegyzőkönyv | Jegyzőkönyv                                                                     |
| --- | --------------------------- | --------------------------------------------- | ----------- | ------------------------------------------------------------------------------- |
| | Eum Hyun-Seung Park Sung-Je | Kapusok                                       | Adam Dennis | Játékvezetők: Thomas Berneker Daniel Konc Vonalbírók: Jiří Gebauer Joris Müller |
| \| \| 0–1 \| 04:46 – D. Kostner (P. Iannone) \| \| \| 0–2 \| 22:53 – D. Borrelli (T. Johnson, R. Sirianni) \| \| \| 0–3 \| 38:48 – D. Borrelli (V. Rocco) \| \| \| 0–4 \| 53:56 – S. Marchetti (P. Iannone, D. Kostner) \| |                             |                                               |             | Játékvezetők: Thomas Berneker Daniel Konc Vonalbírók: Jiří Gebauer Joris Müller |
| 14 perc | Büntetések                  | 6 perc                                        |             | Játékvezetők: Thomas Berneker Daniel Konc Vonalbírók: Jiří Gebauer Joris Müller |
| 18 | Lövések                     | 38                                            |             | Játékvezetők: Thomas Berneker Daniel Konc Vonalbírók: Jiří Gebauer Joris Müller |
| | 0–1                         | 04:46 – D. Kostner (P. Iannone)               |             | Játékvezetők: Thomas Berneker Daniel Konc Vonalbírók: Jiří Gebauer Joris Müller |
| | 0–2                         | 22:53 – D. Borrelli (T. Johnson, R. Sirianni) |             | Játékvezetők: Thomas Berneker Daniel Konc Vonalbírók: Jiří Gebauer Joris Müller |
| | 0–3                         | 38:48 – D. Borrelli (V. Rocco)                |             | Játékvezetők: Thomas Berneker Daniel Konc Vonalbírók: Jiří Gebauer Joris Müller |
| | 0–4                         | 53:56 – S. Marchetti (P. Iannone, D. Kostner) |             |                                                                                 |

| 2013. április 14. 19:30 | Nagy-Britannia | 2–4 (1–0, 1–3, 0–1) | Magyarország | Budapest Sportaréna Nézőszám: 7304 |

| Jegyzőkönyv | Jegyzőkönyv    | Jegyzőkönyv                               | Jegyzőkönyv    | Jegyzőkönyv                                                                                |
| --- | -------------- | ----------------------------------------- | -------------- | ------------------------------------------------------------------------------------------ |
| | Stephen Murphy | Kapusok                                   | Szuper Levente | Játékvezetők: Pawel Meszynski Pascal St-Jacques Vonalbírók: Justin Hull Alexander Waldejer |
| \| D. Phillips (A. Tait, P. Hill) – 16:06 \| 1–0 \| \| \| \| 1–1 \| 22:09 – Nagy G. (Ladányi B., Vas M.) (PP) \| \| \| 1–2 \| 28:12 – Vas M. (Vas J., Hári J.) \| \| C. Shields (R. Dowd, J. Weaver) (PP) – 30:52 \| 2–2 \| \| \| \| 2–3 \| 36:37 – Ladányi B. (Nagy K., Vas M.) \| \| \| 2–4 \| 51:52 – Sikorcin L. (Horváth A.) \| |                |                                           |                | Játékvezetők: Pawel Meszynski Pascal St-Jacques Vonalbírók: Justin Hull Alexander Waldejer |
| 8 perc | Büntetések     | 10 perc                                   |                | Játékvezetők: Pawel Meszynski Pascal St-Jacques Vonalbírók: Justin Hull Alexander Waldejer |
| 20 | Lövések        | 38                                        |                | Játékvezetők: Pawel Meszynski Pascal St-Jacques Vonalbírók: Justin Hull Alexander Waldejer |
| D. Phillips (A. Tait, P. Hill) – 16:06 | 1–0            |                                           |                | Játékvezetők: Pawel Meszynski Pascal St-Jacques Vonalbírók: Justin Hull Alexander Waldejer |
| | 1–1            | 22:09 – Nagy G. (Ladányi B., Vas M.) (PP) |                | Játékvezetők: Pawel Meszynski Pascal St-Jacques Vonalbírók: Justin Hull Alexander Waldejer |
| | 1–2            | 28:12 – Vas M. (Vas J., Hári J.)          |                | Játékvezetők: Pawel Meszynski Pascal St-Jacques Vonalbírók: Justin Hull Alexander Waldejer |
| C. Shields (R. Dowd, J. Weaver) (PP) – 30:52 | 2–2            |                                           |                |                                                                                            |
| | 2–3            | 36:37 – Ladányi B. (Nagy K., Vas M.)      |                |                                                                                            |
| | 2–4            | 51:52 – Sikorcin L. (Horváth A.)          |                |                                                                                            |

| 2013. április 15. 12:30 | Olaszország | 4–1 (1–0, 2–0, 1–1) | Japán | Budapest Sportaréna Nézőszám: 660 |

| Jegyzőkönyv | Jegyzőkönyv | Jegyzőkönyv                 | Jegyzőkönyv     | Jegyzőkönyv                                                                                 |
| --- | ----------- | --------------------------- | --------------- | ------------------------------------------------------------------------------------------- |
| | Adam Dennis | Kapusok                     | Yutaka Fukufuji | Játékvezetők: Jimmy Bergamelli Alexander Sergeev Vonalbírók: Justin Hull Alexander Waldejer |
| \| D. Borrelli (T. Johnson, R. Sirianni) – 01:23 \| 1–0 \| \| \| A. Hofer (A. Bernard, C. Borgatello) – 28:58 \| 2–0 \| \| \| P. Iannone (A. Bernard, T. Johnson) – 34:54 \| 3–0 \| \| \| P. Iannone (A. Hofer, N. Fontanive) (PP) – 45:25 \| 4–0 \| \| \| \| 4–1 \| 48:07 – G. Tanaka (S. Kuji) \| |             |                             |                 | Játékvezetők: Jimmy Bergamelli Alexander Sergeev Vonalbírók: Justin Hull Alexander Waldejer |
| 12 perc | Büntetések  | 14 perc                     |                 | Játékvezetők: Jimmy Bergamelli Alexander Sergeev Vonalbírók: Justin Hull Alexander Waldejer |
| 35 | Lövések     | 23                          |                 | Játékvezetők: Jimmy Bergamelli Alexander Sergeev Vonalbírók: Justin Hull Alexander Waldejer |
| D. Borrelli (T. Johnson, R. Sirianni) – 01:23 | 1–0         |                             |                 | Játékvezetők: Jimmy Bergamelli Alexander Sergeev Vonalbírók: Justin Hull Alexander Waldejer |
| A. Hofer (A. Bernard, C. Borgatello) – 28:58 | 2–0         |                             |                 | Játékvezetők: Jimmy Bergamelli Alexander Sergeev Vonalbírók: Justin Hull Alexander Waldejer |
| P. Iannone (A. Bernard, T. Johnson) – 34:54 | 3–0         |                             |                 | Játékvezetők: Jimmy Bergamelli Alexander Sergeev Vonalbírók: Justin Hull Alexander Waldejer |
| P. Iannone (A. Hofer, N. Fontanive) (PP) – 45:25 | 4–0         |                             |                 |                                                                                             |
| | 4–1         | 48:07 – G. Tanaka (S. Kuji) |                 |                                                                                             |

| 2013. április 15. 16:00 | Kazahsztán | 5–0 (2–0, 1–0, 2–0) | Nagy-Britannia | Budapest Sportaréna Nézőszám: 1778 |

| Jegyzőkönyv | Jegyzőkönyv     | Jegyzőkönyv | Jegyzőkönyv    | Jegyzőkönyv                                                                          |
| --- | --------------- | ----------- | -------------- | ------------------------------------------------------------------------------------ |
| | Vitaly Kolesnik | Kapusok     | Stephen Murphy | Játékvezetők: Thomas Berneker Pascal St-Jacques Vonalbírók: Jiří Gebauer Nagy Attila |
| \| K. Romanov (K. Pushkarev, A. Spiridonov) – 17:42 \| 1–0 \| \| \| I. Solarev (M. Belyayev) – 18:01 \| 2–0 \| \| \| R. Savchenko (D. Upper) (PP2) – 39:52 \| 3–0 \| \| \| V. Krasnoslobodtsev (R. Savchenko, T. Zhailauov) – 41:52 \| 4–0 \| \| \| Y. Blokhin (V. Alexandrov, R. Starchenko) (PP) – 51:20 \| 5–0 \| \| |                 |             |                | Játékvezetők: Thomas Berneker Pascal St-Jacques Vonalbírók: Jiří Gebauer Nagy Attila |
| 18 perc | Büntetések      | 14 perc     |                | Játékvezetők: Thomas Berneker Pascal St-Jacques Vonalbírók: Jiří Gebauer Nagy Attila |
| 33 | Lövések         | 36          |                | Játékvezetők: Thomas Berneker Pascal St-Jacques Vonalbírók: Jiří Gebauer Nagy Attila |
| K. Romanov (K. Pushkarev, A. Spiridonov) – 17:42 | 1–0             |             |                | Játékvezetők: Thomas Berneker Pascal St-Jacques Vonalbírók: Jiří Gebauer Nagy Attila |
| I. Solarev (M. Belyayev) – 18:01 | 2–0             |             |                | Játékvezetők: Thomas Berneker Pascal St-Jacques Vonalbírók: Jiří Gebauer Nagy Attila |
| R. Savchenko (D. Upper) (PP2) – 39:52 | 3–0             |             |                | Játékvezetők: Thomas Berneker Pascal St-Jacques Vonalbírók: Jiří Gebauer Nagy Attila |
| V. Krasnoslobodtsev (R. Savchenko, T. Zhailauov) – 41:52 | 4–0             |             |                |                                                                                      |
| Y. Blokhin (V. Alexandrov, R. Starchenko) (PP) – 51:20 | 5–0             |             |                |                                                                                      |

| 2013. április 15. 19:30 | Magyarország | 4–5 (sz.) (3–0, 1–1, 0–3) (h.u.: 0–0) (sz.: 0–1) | Dél-Korea | Budapest Sportaréna Nézőszám: 7370 |

| Jegyzőkönyv | Jegyzőkönyv  | Jegyzőkönyv                              | Jegyzőkönyv                 | Jegyzőkönyv                                                                    |
| --- | ------------ | ---------------------------------------- | --------------------------- | ------------------------------------------------------------------------------ |
| | Rajna Miklós | Kapusok                                  | Eum Hyun-Seung Park Sung-Je | Játékvezetők: Daniel Konc Maxim Sidorenko Vonalbírók: David Brown Joris Müller |
| \| Sikorcin L. (Mihály Á., Benk A.) – 02:06 \| 1–0 \| \| \| Bartalis I. (Sofron I., Ladányi B.) – 03:39 \| 2–0 \| \| \| Hári J. (Vas J.) – 13:44 \| 3–0 \| \| \| \| 3–1 \| 25:35 – Kwon T-A. (Yoon J-M., Kim H-E.) \| \| Vas J. (Bartalis I., Sikorcin L.) (PP) – 26:45 \| 4–1 \| \| \| \| 4–2 \| 40:56 – Kim K-S. (Kim D-H., B. Radunske) \| \| \| 4–3 \| 45:32 – Kim W-J. (Sin S-W., Lee S-Y.) \| \| \| 4–4 \| 49:21 – Shin S-H. (Park W-S.) (PP) \| |              |                                          |                             | Játékvezetők: Daniel Konc Maxim Sidorenko Vonalbírók: David Brown Joris Müller |
| Vas M. Ladányi B. Sofron I. | Szétlövés    | B. Radunske Shin S-H. Kim K-S.           |                             | Játékvezetők: Daniel Konc Maxim Sidorenko Vonalbírók: David Brown Joris Müller |
| 16 perc | Büntetések   | 10 perc                                  |                             | Játékvezetők: Daniel Konc Maxim Sidorenko Vonalbírók: David Brown Joris Müller |
| 29 | Lövések      | 27                                       |                             | Játékvezetők: Daniel Konc Maxim Sidorenko Vonalbírók: David Brown Joris Müller |
| Sikorcin L. (Mihály Á., Benk A.) – 02:06 | 1–0          |                                          |                             | Játékvezetők: Daniel Konc Maxim Sidorenko Vonalbírók: David Brown Joris Müller |
| Bartalis I. (Sofron I., Ladányi B.) – 03:39 | 2–0          |                                          |                             | Játékvezetők: Daniel Konc Maxim Sidorenko Vonalbírók: David Brown Joris Müller |
| Hári J. (Vas J.) – 13:44 | 3–0          |                                          |                             |                                                                                |
| | 3–1          | 25:35 – Kwon T-A. (Yoon J-M., Kim H-E.)  |                             |                                                                                |
| Vas J. (Bartalis I., Sikorcin L.) (PP) – 26:45 | 4–1          |                                          |                             |                                                                                |
| | 4–2          | 40:56 – Kim K-S. (Kim D-H., B. Radunske) |                             |                                                                                |
| | 4–3          | 45:32 – Kim W-J. (Sin S-W., Lee S-Y.)    |                             |                                                                                |
| | 4–4          | 49:21 – Shin S-H. (Park W-S.) (PP)       |                             |                                                                                |

| 2013. április 17. 12:30 | Dél-Korea | 5–6 (0–1, 3–3, 2–2) | Japán | Budapest Sportaréna Nézőszám: 625 |

| Jegyzőkönyv | Jegyzőkönyv    | Jegyzőkönyv                                  | Jegyzőkönyv     | Jegyzőkönyv                                                                                |
| --- | -------------- | -------------------------------------------- | --------------- | ------------------------------------------------------------------------------------------ |
| | Eum Hyun-Seung | Kapusok                                      | Yutaka Fukufuji | Játékvezetők: Maxim Sidorenko Pascal St. Jacques Vonalbírók: Nagy Attila Alexandr Waldejer |
| \| \| 0–1 \| 11:02 – T. Suzuki (T. Kawai, A. Keller) (PP) \| \| Kim K-S. (B. Radunske, Kim D-H.) (PP) – 28:02 \| 1–1 \| \| \| \| 1–2 \| 29:57 – S. Kuji A. Keller, G. Tanaka) (PP) \| \| Shin S-H. (Lee Y-J.) – 31:16 \| 2–2 \| \| \| \| 2–3 \| 33:30 – T. Kawai (G. Tanaka, S. Kuji) (PP) \| \| \| 2–4 \| 34:05 – K. Mitamura (H. Sato, Y. Haga) \| \| B. Radunske (Kim K-S., Kim S-W.) (PP2) – 36:36 \| 3–4 \| \| \| Shin S-H. (Cho M-H., Kim S-W.) – 44:30 \| 4–4 \| \| \| \| 4–5 \| 45:11 – M. Kawashima (Y. Osawa) \| \| Kim W-Y. – 45:56 \| 5–5 \| \| \| \| 5–6 \| 50:30 – A. Keller (K. Takagi, H. Sato) \| |                |                                              |                 | Játékvezetők: Maxim Sidorenko Pascal St. Jacques Vonalbírók: Nagy Attila Alexandr Waldejer |
| 10 perc | Büntetések     | 18 perc                                      |                 | Játékvezetők: Maxim Sidorenko Pascal St. Jacques Vonalbírók: Nagy Attila Alexandr Waldejer |
| 45 | Lövések        | 24                                           |                 | Játékvezetők: Maxim Sidorenko Pascal St. Jacques Vonalbírók: Nagy Attila Alexandr Waldejer |
| | 0–1            | 11:02 – T. Suzuki (T. Kawai, A. Keller) (PP) |                 | Játékvezetők: Maxim Sidorenko Pascal St. Jacques Vonalbírók: Nagy Attila Alexandr Waldejer |
| Kim K-S. (B. Radunske, Kim D-H.) (PP) – 28:02 | 1–1            |                                              |                 | Játékvezetők: Maxim Sidorenko Pascal St. Jacques Vonalbírók: Nagy Attila Alexandr Waldejer |
| | 1–2            | 29:57 – S. Kuji A. Keller, G. Tanaka) (PP)   |                 | Játékvezetők: Maxim Sidorenko Pascal St. Jacques Vonalbírók: Nagy Attila Alexandr Waldejer |
| Shin S-H. (Lee Y-J.) – 31:16 | 2–2            |                                              |                 |                                                                                            |
| | 2–3            | 33:30 – T. Kawai (G. Tanaka, S. Kuji) (PP)   |                 |                                                                                            |
| | 2–4            | 34:05 – K. Mitamura (H. Sato, Y. Haga)       |                 |                                                                                            |
| B. Radunske (Kim K-S., Kim S-W.) (PP2) – 36:36 | 3–4            |                                              |                 |                                                                                            |
| Shin S-H. (Cho M-H., Kim S-W.) – 44:30 | 4–4            |                                              |                 |                                                                                            |
| | 4–5            | 45:11 – M. Kawashima (Y. Osawa)              |                 |                                                                                            |
| Kim W-Y. – 45:56 | 5–5            |                                              |                 |                                                                                            |
| | 5–6            | 50:30 – A. Keller (K. Takagi, H. Sato)       |                 |                                                                                            |

| 2013. április 17. 16:00 | Olaszország | 5–1 (1–1, 1–0, 3–0) | Nagy-Britannia | Budapest Sportaréna Nézőszám: 1910 |

| Jegyzőkönyv | Jegyzőkönyv | Jegyzőkönyv                       | Jegyzőkönyv               | Jegyzőkönyv                                                                      |
| --- | ----------- | --------------------------------- | ------------------------- | -------------------------------------------------------------------------------- |
| | Adam Dennis | Kapusok                           | Stephen Murphy Ben Browns | Játékvezetők: Daniel Konc Pawel Meszynski Vonalbírók: Joris Müller Németh Márton |
| \| N. di Casmirro (T. Johnson, R. Sirianni) – 01:01 \| 1–0 \| \| \| \| 1–1 \| 07:23 – R. Farmer (M. Richardson) \| \| P. Iannone (N. Fontanive) (PP) – 21:15 \| 2–1 \| \| \| V. Rocco (L. Felicetti) – 42:40 \| 3–1 \| \| \| M. Gander (N. di Casmirro) – 42:53 \| 4–1 \| \| \| D. Sullivan (L. Felicetti, V. Rocco) (SH) – 48:15 \| 5–1 \| \| |             |                                   |                           | Játékvezetők: Daniel Konc Pawel Meszynski Vonalbírók: Joris Müller Németh Márton |
| 8 perc | Büntetések  | 12 perc                           |                           | Játékvezetők: Daniel Konc Pawel Meszynski Vonalbírók: Joris Müller Németh Márton |
| 35 | Lövések     | 15                                |                           | Játékvezetők: Daniel Konc Pawel Meszynski Vonalbírók: Joris Müller Németh Márton |
| N. di Casmirro (T. Johnson, R. Sirianni) – 01:01 | 1–0         |                                   |                           | Játékvezetők: Daniel Konc Pawel Meszynski Vonalbírók: Joris Müller Németh Márton |
| | 1–1         | 07:23 – R. Farmer (M. Richardson) |                           | Játékvezetők: Daniel Konc Pawel Meszynski Vonalbírók: Joris Müller Németh Márton |
| P. Iannone (N. Fontanive) (PP) – 21:15 | 2–1         |                                   |                           | Játékvezetők: Daniel Konc Pawel Meszynski Vonalbírók: Joris Müller Németh Márton |
| V. Rocco (L. Felicetti) – 42:40 | 3–1         |                                   |                           |                                                                                  |
| M. Gander (N. di Casmirro) – 42:53 | 4–1         |                                   |                           |                                                                                  |
| D. Sullivan (L. Felicetti, V. Rocco) (SH) – 48:15 | 5–1         |                                   |                           |                                                                                  |

| 2013. április 17. 19:30 | Kazahsztán | 1–2 (0–0, 1–1, 0–1) | Magyarország | Budapest Sportaréna Nézőszám: 7863 |

| Jegyzőkönyv | Jegyzőkönyv     | Jegyzőkönyv                             | Jegyzőkönyv    | Jegyzőkönyv                                                                           |
| --- | --------------- | --------------------------------------- | -------------- | ------------------------------------------------------------------------------------- |
| | Vitaly Kolesnik | Kapusok                                 | Szuper Levente | Játékvezetők: Jimmy Bergamelli Alexander Sergeev Vonalbírók: Jiří Gebauer Justin Hull |
| \| \| 0–1 \| 33:35 – Mihály Á. (Bartalis I., Vas M.) \| \| R. Starchenko (V. Alexandrov) \| 1–1 \| \| \| \| 1–2 \| 47:13 – Nagy G. (Tokaji V.) (PP) \| |                 |                                         |                | Játékvezetők: Jimmy Bergamelli Alexander Sergeev Vonalbírók: Jiří Gebauer Justin Hull |
| 12 perc | Büntetések      | 14 perc                                 |                | Játékvezetők: Jimmy Bergamelli Alexander Sergeev Vonalbírók: Jiří Gebauer Justin Hull |
| 40 | Lövések         | 25                                      |                | Játékvezetők: Jimmy Bergamelli Alexander Sergeev Vonalbírók: Jiří Gebauer Justin Hull |
| | 0–1             | 33:35 – Mihály Á. (Bartalis I., Vas M.) |                | Játékvezetők: Jimmy Bergamelli Alexander Sergeev Vonalbírók: Jiří Gebauer Justin Hull |
| R. Starchenko (V. Alexandrov) | 1–1             |                                         |                | Játékvezetők: Jimmy Bergamelli Alexander Sergeev Vonalbírók: Jiří Gebauer Justin Hull |
| | 1–2             | 47:13 – Nagy G. (Tokaji V.) (PP)        |                | Játékvezetők: Jimmy Bergamelli Alexander Sergeev Vonalbírók: Jiří Gebauer Justin Hull |

| 2013. április 19. 12:30 | Kazahsztán | 4–2 (3–0, 1–0, 0–2) | Dél-Korea | Budapest Sportaréna Nézőszám: 680 |

| Jegyzőkönyv | Jegyzőkönyv                     | Jegyzőkönyv                           | Jegyzőkönyv                 | Jegyzőkönyv                                                                         |
| --- | ------------------------------- | ------------------------------------- | --------------------------- | ----------------------------------------------------------------------------------- |
| | Vitaly Kolesnik Pavel Poluektov | Kapusok                               | Park Sung-Je Eum Hyun-Seung | Játékvezetők: Thomas Berneker Pawel Meszynski Vonalbírók: Justin Hull Németh Márton |
| \| A. Troshinski (V. Krasnoslobodtsev, T. Zhailauov) (PP) – 03:26 \| 1–0 \| \| \| T. Zhailauov (V. Krasnoslobodtsev, F. Polishuk) – 12:56 \| 2–0 \| \| \| R. Starchenko (D. Upper) – 14:40 \| 3–0 \| \| \| R. Starchenko (R. Savchenko, V. Alexandrov) – 26:28 \| 4–0 \| \| \| \| 4–1 \| 45:49 – Kim W-J. (Cho M-H., Sin S-W.) \| \| \| 4–2 \| 57:12 – B. Radunske (Kim S-W.) (PP) \| |                                 |                                       |                             | Játékvezetők: Thomas Berneker Pawel Meszynski Vonalbírók: Justin Hull Németh Márton |
| 10 perc | Büntetések                      | 8 perc                                |                             | Játékvezetők: Thomas Berneker Pawel Meszynski Vonalbírók: Justin Hull Németh Márton |
| 44 | Lövések                         | 25                                    |                             | Játékvezetők: Thomas Berneker Pawel Meszynski Vonalbírók: Justin Hull Németh Márton |
| A. Troshinski (V. Krasnoslobodtsev, T. Zhailauov) (PP) – 03:26 | 1–0                             |                                       |                             | Játékvezetők: Thomas Berneker Pawel Meszynski Vonalbírók: Justin Hull Németh Márton |
| T. Zhailauov (V. Krasnoslobodtsev, F. Polishuk) – 12:56 | 2–0                             |                                       |                             | Játékvezetők: Thomas Berneker Pawel Meszynski Vonalbírók: Justin Hull Németh Márton |
| R. Starchenko (D. Upper) – 14:40 | 3–0                             |                                       |                             | Játékvezetők: Thomas Berneker Pawel Meszynski Vonalbírók: Justin Hull Németh Márton |
| R. Starchenko (R. Savchenko, V. Alexandrov) – 26:28 | 4–0                             |                                       |                             |                                                                                     |
| | 4–1                             | 45:49 – Kim W-J. (Cho M-H., Sin S-W.) |                             |                                                                                     |
| | 4–2                             | 57:12 – B. Radunske (Kim S-W.) (PP)   |                             |                                                                                     |

| 2013. április 19. 16:00 | Japán | 4–1 (1–0, 1–0, 2–1) | Nagy-Britannia | Budapest Sportaréna Nézőszám: 1757 |

| Jegyzőkönyv | Jegyzőkönyv     | Jegyzőkönyv                                | Jegyzőkönyv    | Jegyzőkönyv                                                                     |
| --- | --------------- | ------------------------------------------ | -------------- | ------------------------------------------------------------------------------- |
| | Yutaka Fukufuji | Kapusok                                    | Stephen Murphy | Játékvezetők: Jimmy Bergamelli Daniel Konc Vonalbírók: Joris Müller Nagy Attila |
| \| N. Mizuuchi (R. Hashimoto, T. Yamashita) – 12:50 \| 1–0 \| \| \| H. Ueno (SH) – 30:42 \| 2–0 \| \| \| Y. Osawa (Y. Haga, K. Mitamura) – 41:15 \| 3–0 \| \| \| \| 3–1 \| 44:44 – R. Farmer (M. Richardson, R. Dowd) \| \| S. Kuji (T. Suzuki, Y. Haga) – 49:45 \| 4–1 \| \| |                 |                                            |                | Játékvezetők: Jimmy Bergamelli Daniel Konc Vonalbírók: Joris Müller Nagy Attila |
| 28 perc | Büntetések      | 14 perc                                    |                | Játékvezetők: Jimmy Bergamelli Daniel Konc Vonalbírók: Joris Müller Nagy Attila |
| 26 | Lövések         | 16                                         |                | Játékvezetők: Jimmy Bergamelli Daniel Konc Vonalbírók: Joris Müller Nagy Attila |
| N. Mizuuchi (R. Hashimoto, T. Yamashita) – 12:50 | 1–0             |                                            |                | Játékvezetők: Jimmy Bergamelli Daniel Konc Vonalbírók: Joris Müller Nagy Attila |
| H. Ueno (SH) – 30:42 | 2–0             |                                            |                | Játékvezetők: Jimmy Bergamelli Daniel Konc Vonalbírók: Joris Müller Nagy Attila |
| Y. Osawa (Y. Haga, K. Mitamura) – 41:15 | 3–0             |                                            |                | Játékvezetők: Jimmy Bergamelli Daniel Konc Vonalbírók: Joris Müller Nagy Attila |
| | 3–1             | 44:44 – R. Farmer (M. Richardson, R. Dowd) |                |                                                                                 |
| S. Kuji (T. Suzuki, Y. Haga) – 49:45 | 4–1             |                                            |                |                                                                                 |

| 2013. április 19. 19:30 | Magyarország | 1–2 (1–1, 0–0, 0–1) | Olaszország | Budapest Sportaréna Nézőszám: 8197 |

| Jegyzőkönyv | Jegyzőkönyv    | Jegyzőkönyv                                        | Jegyzőkönyv | Jegyzőkönyv                                                                                |
| --- | -------------- | -------------------------------------------------- | ----------- | ------------------------------------------------------------------------------------------ |
| | Szuper Levente | Kapusok                                            | Adam Dennis | Játékvezetők: Maxim Sidorenko Pascal St-Jacques Vonalbírók: David Brown Alexander Waldejer |
| \| \| 0–1 \| 02:46 – V. Rocco (C. Borgatello) \| \| Mihály Á. (Hári J., Ladányi B.) (PP) – 06:15 \| 1–1 \| \| \| \| 1–2 \| 50:41 – P. Iannone (D. Kostner, N. Fontanive) (PP) \| |                |                                                    |             | Játékvezetők: Maxim Sidorenko Pascal St-Jacques Vonalbírók: David Brown Alexander Waldejer |
| 12 perc | Büntetések     | 14 perc                                            |             | Játékvezetők: Maxim Sidorenko Pascal St-Jacques Vonalbírók: David Brown Alexander Waldejer |
| 25 | Lövések        | 26                                                 |             | Játékvezetők: Maxim Sidorenko Pascal St-Jacques Vonalbírók: David Brown Alexander Waldejer |
| | 0–1            | 02:46 – V. Rocco (C. Borgatello)                   |             | Játékvezetők: Maxim Sidorenko Pascal St-Jacques Vonalbírók: David Brown Alexander Waldejer |
| Mihály Á. (Hári J., Ladányi B.) (PP) – 06:15 | 1–1            |                                                    |             | Játékvezetők: Maxim Sidorenko Pascal St-Jacques Vonalbírók: David Brown Alexander Waldejer |
| | 1–2            | 50:41 – P. Iannone (D. Kostner, N. Fontanive) (PP) |             | Játékvezetők: Maxim Sidorenko Pascal St-Jacques Vonalbírók: David Brown Alexander Waldejer |

| 2013. április 20. 12:30 | Nagy-Britannia | 1–4 (1–0, 0–3, 0–1) | Dél-Korea | Budapest Sportaréna Nézőszám: 1046 |

| Jegyzőkönyv | Jegyzőkönyv    | Jegyzőkönyv                                | Jegyzőkönyv  | Jegyzőkönyv                                                                            |
| --- | -------------- | ------------------------------------------ | ------------ | -------------------------------------------------------------------------------------- |
| | Stephen Murphy | Kapusok                                    | Park Sung-Je | Játékvezetők: Jimmy Bergamelli Alexander Sergeev Vonalbírók: David Brown Marton Németh |
| \| R. Dowd (D. Meyers, J. Weaver) – 04:56 \| 1–0 \| \| \| \| 1–1 \| 23:19 – Shin S-H. (Lee Y-J.) \| \| \| 1–2 \| 29:31 – Yoon J-M. (Kwon T-A.) \| \| \| 1–3 \| 34:24 – B. Radunske (Kim S-W., Kim K-S.) \| \| \| 1–4 \| 43:06 – Kim K-S. (Kim S-W., Lee D-K.) (PP) \| |                |                                            |              | Játékvezetők: Jimmy Bergamelli Alexander Sergeev Vonalbírók: David Brown Marton Németh |
| 14 perc | Büntetések     | 10 perc                                    |              | Játékvezetők: Jimmy Bergamelli Alexander Sergeev Vonalbírók: David Brown Marton Németh |
| 31 | Lövések        | 26                                         |              | Játékvezetők: Jimmy Bergamelli Alexander Sergeev Vonalbírók: David Brown Marton Németh |
| R. Dowd (D. Meyers, J. Weaver) – 04:56 | 1–0            |                                            |              | Játékvezetők: Jimmy Bergamelli Alexander Sergeev Vonalbírók: David Brown Marton Németh |
| | 1–1            | 23:19 – Shin S-H. (Lee Y-J.)               |              | Játékvezetők: Jimmy Bergamelli Alexander Sergeev Vonalbírók: David Brown Marton Németh |
| | 1–2            | 29:31 – Yoon J-M. (Kwon T-A.)              |              | Játékvezetők: Jimmy Bergamelli Alexander Sergeev Vonalbírók: David Brown Marton Németh |
| | 1–3            | 34:24 – B. Radunske (Kim S-W., Kim K-S.)   |              |                                                                                        |
| | 1–4            | 43:06 – Kim K-S. (Kim S-W., Lee D-K.) (PP) |              |                                                                                        |

| 2013. április 20. 16:00 | Olaszország | 0–3 (0–1, 0–1, 0–1) | Kazahsztán | Budapest Sportaréna Nézőszám: 3689 |

| Jegyzőkönyv | Jegyzőkönyv     | Jegyzőkönyv                                  | Jegyzőkönyv     | Jegyzőkönyv                                                                         |
| --- | --------------- | -------------------------------------------- | --------------- | ----------------------------------------------------------------------------------- |
| | Andreas Bernard | Kapusok                                      | Vitaly Kolesnik | Játékvezetők: Pawel Meszynski Pascal St-Jacques Vonalbírók: Justin Hull Nagy Attila |
| \| \| 0–1 \| 10:54 – T. Zhailauov (R. Savchenko) (PP) \| \| \| 0–2 \| 24:40 – R. Starchenko (Y. Fadeyev, D. Upper) \| \| \| 0–3 \| 58:01 – R. Starchenko (D. Upper) (ENG) \| |                 |                                              |                 | Játékvezetők: Pawel Meszynski Pascal St-Jacques Vonalbírók: Justin Hull Nagy Attila |
| 22 perc | Büntetések      | 14 perc                                      |                 | Játékvezetők: Pawel Meszynski Pascal St-Jacques Vonalbírók: Justin Hull Nagy Attila |
| 22 | Lövések         | 40                                           |                 | Játékvezetők: Pawel Meszynski Pascal St-Jacques Vonalbírók: Justin Hull Nagy Attila |
| | 0–1             | 10:54 – T. Zhailauov (R. Savchenko) (PP)     |                 | Játékvezetők: Pawel Meszynski Pascal St-Jacques Vonalbírók: Justin Hull Nagy Attila |
| | 0–2             | 24:40 – R. Starchenko (Y. Fadeyev, D. Upper) |                 | Játékvezetők: Pawel Meszynski Pascal St-Jacques Vonalbírók: Justin Hull Nagy Attila |
| | 0–3             | 58:01 – R. Starchenko (D. Upper) (ENG)       |                 | Játékvezetők: Pawel Meszynski Pascal St-Jacques Vonalbírók: Justin Hull Nagy Attila |

| 2013. április 20. 19:30 | Magyarország | 1–0 (1–0, 0–0, 0–0) | Japán | Budapest Sportaréna Nézőszám: 7647 |

| Jegyzőkönyv                                     | Jegyzőkönyv  | Jegyzőkönyv | Jegyzőkönyv     | Jegyzőkönyv                                                                     |
| ----------------------------------------------- | ------------ | ----------- | --------------- | ------------------------------------------------------------------------------- |
|                                                 | Rajna Miklós | Kapusok     | Yutaka Fukufuji | Játékvezetők: Thomas Berneker Daniel Konc Vonalbírók: Jiří Gebauer Joris Müller |
| \| Sofron I. (Vas M.) (PP) – 04:05 \| 1–0 \| \| |              |             |                 | Játékvezetők: Thomas Berneker Daniel Konc Vonalbírók: Jiří Gebauer Joris Müller |
| 8 perc                                          | Büntetések   | 6 perc      |                 | Játékvezetők: Thomas Berneker Daniel Konc Vonalbírók: Jiří Gebauer Joris Müller |
| 33                                              | Lövések      | 18          |                 | Játékvezetők: Thomas Berneker Daniel Konc Vonalbírók: Jiří Gebauer Joris Müller |
| Sofron I. (Vas M.) (PP) – 04:05                 | 1–0          |             |                 | Játékvezetők: Thomas Berneker Daniel Konc Vonalbírók: Jiří Gebauer Joris Müller |

### B csoport
A mérkőzéseket a Druzsba Sportpalotában játsszák, Doneckben. A mérkőzések beosztása az IIHF 2012. október  9-én tett bejelentése alapján készült.
| Jelmagyarázat               |
| --------------------------- |
| Feljutott a divízió I A-ba. |
| Kiesett a divízió II A-ba.  |

| Nemzet        | M | Gy | HGy | HV | V | G+ | G- | Gk  | P  |
| ------------- | - | -- | --- | -- | - | -- | -- | --- | -- |
| Ukrajna       | 5 | 4  | 1   | 0  | 0 | 30 | 7  | +23 | 14 |
| Lengyelország | 5 | 4  | 0   | 0  | 1 | 22 | 9  | +13 | 12 |
| Hollandia     | 5 | 3  | 0   | 1  | 1 | 19 | 15 | +4  | 10 |
| Románia       | 5 | 2  | 0   | 0  | 3 | 12 | 24 | −12 | 6  |
| Litvánia      | 5 | 1  | 0   | 0  | 4 | 16 | 22 | −6  | 3  |
| Észtország    | 5 | 0  | 0   | 0  | 5 | 14 | 36 | −22 | 0  |

| 2013. április 14. 12:00 | Hollandia | 5–4 (2–0, 2–3, 1–1) | Észtország | Doneck Nézőszám: 1324 |

| Jegyzőkönyv | Jegyzőkönyv        | Jegyzőkönyv                                    | Jegyzőkönyv           | Jegyzőkönyv                                                             |
| --- | ------------------ | ---------------------------------------------- | --------------------- | ----------------------------------------------------------------------- |
| | Martijn Oosterwijk | Kapusok                                        | Villem-Henrik Koitmaa | Játékvezető: Michael Hicks Vonalbírók: Anton Gladchenko Artem Korepanov |
| \| M. Bruijsten (A. Demelinne, K. Bruijsten) – 00:18 \| 1–0 \| \| \| S. Mason (R. Joly, D. Hagemeijer) – 02:45 \| 2–0 \| \| \| \| 2–1 \| 20:48 – D. Rodin (M. Ivanov, A. Lukin) \| \| \| 2–2 \| 24:20 – A. Lukin (R. Rooba, M. Ivanov) \| \| \| 2–3 \| 25:37 – J. Missenjov (J. Rajevski, S. Novikov) \| \| T. Demelinne (K. Bruijsten, M. Bruijsten) – 27:07 \| 3–3 \| \| \| W. Hendriks (J-J. Natte, L. Houkes) – 28:53 \| 4–3 \| \| \| \| 4–4 \| 53:08 – V. Virjassov (A. Sibirtsev) \| \| I. van den Heuvel (D. Hagemeijer, J. van Iersel) – 53:56 \| 5–4 \| \| |                    |                                                |                       | Játékvezető: Michael Hicks Vonalbírók: Anton Gladchenko Artem Korepanov |
| 18 perc | Büntetések         | 10 perc                                        |                       | Játékvezető: Michael Hicks Vonalbírók: Anton Gladchenko Artem Korepanov |
| 24 | Lövések            | 32                                             |                       | Játékvezető: Michael Hicks Vonalbírók: Anton Gladchenko Artem Korepanov |
| M. Bruijsten (A. Demelinne, K. Bruijsten) – 00:18 | 1–0                |                                                |                       | Játékvezető: Michael Hicks Vonalbírók: Anton Gladchenko Artem Korepanov |
| S. Mason (R. Joly, D. Hagemeijer) – 02:45 | 2–0                |                                                |                       | Játékvezető: Michael Hicks Vonalbírók: Anton Gladchenko Artem Korepanov |
| | 2–1                | 20:48 – D. Rodin (M. Ivanov, A. Lukin)         |                       | Játékvezető: Michael Hicks Vonalbírók: Anton Gladchenko Artem Korepanov |
| | 2–2                | 24:20 – A. Lukin (R. Rooba, M. Ivanov)         |                       |                                                                         |
| | 2–3                | 25:37 – J. Missenjov (J. Rajevski, S. Novikov) |                       |                                                                         |
| T. Demelinne (K. Bruijsten, M. Bruijsten) – 27:07 | 3–3                |                                                |                       |                                                                         |
| W. Hendriks (J-J. Natte, L. Houkes) – 28:53 | 4–3                |                                                |                       |                                                                         |
| | 4–4                | 53:08 – V. Virjassov (A. Sibirtsev)            |                       |                                                                         |
| I. van den Heuvel (D. Hagemeijer, J. van Iersel) – 53:56 | 5–4                |                                                |                       |                                                                         |

| 2013. április 14. 15:30 | Lengyelország | 5–0 (1–0, 2–0, 2–0) | Litvánia | Doneck Nézőszám: 1215 |

| Jegyzőkönyv | Jegyzőkönyv    | Jegyzőkönyv | Jegyzőkönyv    | Jegyzőkönyv                                                  |
| --- | -------------- | ----------- | -------------- | ------------------------------------------------------------ |
| | Kamil Kosowski | Kapusok     | Mantas Armalis | Játékvezető: Maxim Urda Vonalbírók: Rene Jensen Martin Korba |
| \| K. Dziubiński (P. Wajda, M. Strzyżowski) – 02:18 \| 1–0 \| \| \| L. Laszkiewicz (S. Kowalówka) – 34:56 \| 2–0 \| \| \| P. Dronia (K. Zapała) – 36:31 \| 3–0 \| \| \| A. Bagiński (S. Kowalówka) – 45:50 \| 4–0 \| \| \| K. Zapała (M. Kolusz, P. Dronia) – 57:47 \| 5–0 \| \| |                |             |                | Játékvezető: Maxim Urda Vonalbírók: Rene Jensen Martin Korba |
| 6 perc | Büntetések     | 8 perc      |                | Játékvezető: Maxim Urda Vonalbírók: Rene Jensen Martin Korba |
| 61 | Lövések        | 15          |                | Játékvezető: Maxim Urda Vonalbírók: Rene Jensen Martin Korba |
| K. Dziubiński (P. Wajda, M. Strzyżowski) – 02:18 | 1–0            |             |                | Játékvezető: Maxim Urda Vonalbírók: Rene Jensen Martin Korba |
| L. Laszkiewicz (S. Kowalówka) – 34:56 | 2–0            |             |                | Játékvezető: Maxim Urda Vonalbírók: Rene Jensen Martin Korba |
| P. Dronia (K. Zapała) – 36:31 | 3–0            |             |                | Játékvezető: Maxim Urda Vonalbírók: Rene Jensen Martin Korba |
| A. Bagiński (S. Kowalówka) – 45:50 | 4–0            |             |                |                                                              |
| K. Zapała (M. Kolusz, P. Dronia) – 57:47 | 5–0            |             |                |                                                              |

| 2013. április 14. 19:00 | Ukrajna | 8–1 (1–0, 5–0, 2–1) | Románia | Doneck Nézőszám: 3824 |

| Jegyzőkönyv | Jegyzőkönyv     | Jegyzőkönyv          | Jegyzőkönyv                           | Jegyzőkönyv                                                               |
| --- | --------------- | -------------------- | ------------------------------------- | ------------------------------------------------------------------------- |
| | Yevgen Napnenko | Kapusok              | Gellert Ruczuj Adrian Catrinoi Cornea | Játékvezető: Peter Lokšík Vonalbírók: Frederic Monnaie Ulrich Pardatscher |
| \| O. Tymchenko (V. Lyutkevych, O. Pobiedonostsev) (PP) – 02:53 \| 1–0 \| \| \| A. Gnidenko (Y. Petrangovsky, D. Nimenko) – 23:37 \| 2–0 \| \| \| A. Mikhnov (A. Bondaryev, V. Aleksyuk) – 25:16 \| 3–0 \| \| \| R. Blagy – 26:12 \| 4–0 \| \| \| O. Pobiedonostsev (O. Materukhin, O. Shafarenko) – 33:01 \| 5–0 \| \| \| M. Kvitchenko (S. Varlamov) – 33:57 \| 6–0 \| \| \| \| 6–1 \| 40:32 – Y. Pysarenko \| \| O. Materukhin (O. Shafarenko, O. Tymchenko) – 43:29 \| 7–1 \| \| \| R. Blagy (V. Polonytsky) – 50:46 \| 8–1 \| \| |                 |                      |                                       | Játékvezető: Peter Lokšík Vonalbírók: Frederic Monnaie Ulrich Pardatscher |
| 2 perc | Büntetések      | 12 perc              |                                       | Játékvezető: Peter Lokšík Vonalbírók: Frederic Monnaie Ulrich Pardatscher |
| 55 | Lövések         | 13                   |                                       | Játékvezető: Peter Lokšík Vonalbírók: Frederic Monnaie Ulrich Pardatscher |
| O. Tymchenko (V. Lyutkevych, O. Pobiedonostsev) (PP) – 02:53 | 1–0             |                      |                                       | Játékvezető: Peter Lokšík Vonalbírók: Frederic Monnaie Ulrich Pardatscher |
| A. Gnidenko (Y. Petrangovsky, D. Nimenko) – 23:37 | 2–0             |                      |                                       | Játékvezető: Peter Lokšík Vonalbírók: Frederic Monnaie Ulrich Pardatscher |
| A. Mikhnov (A. Bondaryev, V. Aleksyuk) – 25:16 | 3–0             |                      |                                       | Játékvezető: Peter Lokšík Vonalbírók: Frederic Monnaie Ulrich Pardatscher |
| R. Blagy – 26:12 | 4–0             |                      |                                       |                                                                           |
| O. Pobiedonostsev (O. Materukhin, O. Shafarenko) – 33:01 | 5–0             |                      |                                       |                                                                           |
| M. Kvitchenko (S. Varlamov) – 33:57 | 6–0             |                      |                                       |                                                                           |
| | 6–1             | 40:32 – Y. Pysarenko |                                       |                                                                           |
| O. Materukhin (O. Shafarenko, O. Tymchenko) – 43:29 | 7–1             |                      |                                       |                                                                           |
| R. Blagy (V. Polonytsky) – 50:46 | 8–1             |                      |                                       |                                                                           |

| 2013. április 15. 13:00 | Litvánia | 3–5 (1–2, 1–2, 1–1) | Hollandia | Doneck Nézőszám: 1238 |

| Jegyzőkönyv | Jegyzőkönyv    | Jegyzőkönyv                                            | Jegyzőkönyv        | Jegyzőkönyv                                                          |
| --- | -------------- | ------------------------------------------------------ | ------------------ | -------------------------------------------------------------------- |
| | Mantas Armalis | Kapusok                                                | Martijn Oosterwijk | Játékvezető: Peter Lokšík Vonalbírók: Frederic Monnaie Damir Rakovič |
| \| \| 0–1 \| 11:04 – I. van den Heuvel (D. Hagemeijer) \| \| \| 0–2 \| 11:41 – D. van de Velden (L. van Sloun, N. de Jong) \| \| R. Aliukonis (D. Kulevičius, S. Kuliešius) (PP) – 17:33 \| 1–2 \| \| \| \| 1–3 \| 24:19 – M. Bruijsten (I. van den Heuvel, R. Joly) (PP) \| \| D. Pliskauskas (D. Bogdziul, A. Katulis) (PP) – 29:50 \| 2–3 \| \| \| \| 2–4 \| 32:36 – L. van Sloun (J-J. Natte, I. van den Heuvel) \| \| S. Kuliešius (A. Židkovas) (PP) – 54:08 \| 3–4 \| \| \| \| 3–5 \| 59:21 – D. Hagemeijer (ENG) \| |                |                                                        |                    | Játékvezető: Peter Lokšík Vonalbírók: Frederic Monnaie Damir Rakovič |
| 24 perc | Büntetések     | 24 perc                                                |                    | Játékvezető: Peter Lokšík Vonalbírók: Frederic Monnaie Damir Rakovič |
| 37 | Lövések        | 37                                                     |                    | Játékvezető: Peter Lokšík Vonalbírók: Frederic Monnaie Damir Rakovič |
| | 0–1            | 11:04 – I. van den Heuvel (D. Hagemeijer)              |                    | Játékvezető: Peter Lokšík Vonalbírók: Frederic Monnaie Damir Rakovič |
| | 0–2            | 11:41 – D. van de Velden (L. van Sloun, N. de Jong)    |                    | Játékvezető: Peter Lokšík Vonalbírók: Frederic Monnaie Damir Rakovič |
| R. Aliukonis (D. Kulevičius, S. Kuliešius) (PP) – 17:33 | 1–2            |                                                        |                    | Játékvezető: Peter Lokšík Vonalbírók: Frederic Monnaie Damir Rakovič |
| | 1–3            | 24:19 – M. Bruijsten (I. van den Heuvel, R. Joly) (PP) |                    |                                                                      |
| D. Pliskauskas (D. Bogdziul, A. Katulis) (PP) – 29:50 | 2–3            |                                                        |                    |                                                                      |
| | 2–4            | 32:36 – L. van Sloun (J-J. Natte, I. van den Heuvel)   |                    |                                                                      |
| S. Kuliešius (A. Židkovas) (PP) – 54:08 | 3–4            |                                                        |                    |                                                                      |
| | 3–5            | 59:21 – D. Hagemeijer (ENG)                            |                    |                                                                      |

| 2013. április 15. 16:30 | Románia | 1–6 (1–0, 0–3, 0–3) | Lengyelország | Doneck Nézőszám: 1087 |

| Jegyzőkönyv | Jegyzőkönyv                           | Jegyzőkönyv                                        | Jegyzőkönyv        | Jegyzőkönyv                                                                |
| --- | ------------------------------------- | -------------------------------------------------- | ------------------ | -------------------------------------------------------------------------- |
| | Adrian Catrinoi Cornea Gellert Ruczuj | Kapusok                                            | Przemyslaw Odrobny | Játékvezető: Andris Ansons Vonalbírók: Anton Gladchenko Ulrich Pardatscher |
| \| T. Becze (Y. Pysarenko) – 06:38 \| 1–0 \| \| \| \| 1–1 \| 24:40 – R. Dutka (P. Dronia, T. Malasinski) (PP2) \| \| \| 1–2 \| 25:36 – S. Kowalowka (M. Bryk) (PP) \| \| \| 1–3 \| 29:25 – T. Malasinski (P. Dronia) (PP) \| \| \| 1–4 \| 46:29 – R. Galant (M. Strzyzowski, K. Dziubinski) \| \| \| 1–5 \| 48:49 – S. Kowalowka (K. Gorny, L. Laszkiewicz) \| \| \| 1–6 \| 54:59 – K. Dziubinski (M. Kotlorz, M. Strzyzowski) \| |                                       |                                                    |                    | Játékvezető: Andris Ansons Vonalbírók: Anton Gladchenko Ulrich Pardatscher |
| 16 perc | Büntetések                            | 16 perc                                            |                    | Játékvezető: Andris Ansons Vonalbírók: Anton Gladchenko Ulrich Pardatscher |
| 19 | Lövések                               | 61                                                 |                    | Játékvezető: Andris Ansons Vonalbírók: Anton Gladchenko Ulrich Pardatscher |
| T. Becze (Y. Pysarenko) – 06:38 | 1–0                                   |                                                    |                    | Játékvezető: Andris Ansons Vonalbírók: Anton Gladchenko Ulrich Pardatscher |
| | 1–1                                   | 24:40 – R. Dutka (P. Dronia, T. Malasinski) (PP2)  |                    | Játékvezető: Andris Ansons Vonalbírók: Anton Gladchenko Ulrich Pardatscher |
| | 1–2                                   | 25:36 – S. Kowalowka (M. Bryk) (PP)                |                    | Játékvezető: Andris Ansons Vonalbírók: Anton Gladchenko Ulrich Pardatscher |
| | 1–3                                   | 29:25 – T. Malasinski (P. Dronia) (PP)             |                    |                                                                            |
| | 1–4                                   | 46:29 – R. Galant (M. Strzyzowski, K. Dziubinski)  |                    |                                                                            |
| | 1–5                                   | 48:49 – S. Kowalowka (K. Gorny, L. Laszkiewicz)    |                    |                                                                            |
| | 1–6                                   | 54:59 – K. Dziubinski (M. Kotlorz, M. Strzyzowski) |                    |                                                                            |

| 2013. április 15. 20:00 | Észtország | 1–8 (1–2, 0–2, 0–4) | Ukrajna | Doneck Nézőszám: 3356 |

| Jegyzőkönyv | Jegyzőkönyv           | Jegyzőkönyv                                             | Jegyzőkönyv     | Jegyzőkönyv                                                     |
| --- | --------------------- | ------------------------------------------------------- | --------------- | --------------------------------------------------------------- |
| | Villem-Henrik Koitmaa | Kapusok                                                 | Yevgen Napnenko | Játékvezető: Michael Hicks Vonalbírók: Rene Jensen Martin Korba |
| \| \| 0–1 \| 03:19 – O. Tymchenko (V. Lyutkevych, O. Pobiedonostsev) \| \| \| 0–2 \| 07:46 – R. Blagy (M. Kvitchenko, S. Varlamov) \| \| A. Sibirtsev (A. Kuznetsov) (SH) – 13:23 \| 1–2 \| \| \| \| 1–3 \| 28:03 – R. Blagy (S. Varlamov, M. Kvitchenko) \| \| \| 1–4 \| 35:18 – V. Polonytsky (V. Aleksyuk, S. Varlamov) \| \| \| 1–5 \| 42:41 – O. Toryanyk (V. Aleksyuk, A. Bondaryev) \| \| \| 1–6 \| 44:23 – O. Materukhin (O. Shafarenko, O. Tymchenko) \| \| \| 1–7 \| 53:14 – R. Blagy (V. Polonytsky, M. Kvitchenko) (PP) \| \| \| 1–8 \| 53:43 – K. Ryabenko (O. Toryanyk, V. Aleksyuk) \| |                       |                                                         |                 | Játékvezető: Michael Hicks Vonalbírók: Rene Jensen Martin Korba |
| 14 perc | Büntetések            | 18 perc                                                 |                 | Játékvezető: Michael Hicks Vonalbírók: Rene Jensen Martin Korba |
| 13 | Lövések               | 54                                                      |                 | Játékvezető: Michael Hicks Vonalbírók: Rene Jensen Martin Korba |
| | 0–1                   | 03:19 – O. Tymchenko (V. Lyutkevych, O. Pobiedonostsev) |                 | Játékvezető: Michael Hicks Vonalbírók: Rene Jensen Martin Korba |
| | 0–2                   | 07:46 – R. Blagy (M. Kvitchenko, S. Varlamov)           |                 | Játékvezető: Michael Hicks Vonalbírók: Rene Jensen Martin Korba |
| A. Sibirtsev (A. Kuznetsov) (SH) – 13:23 | 1–2                   |                                                         |                 | Játékvezető: Michael Hicks Vonalbírók: Rene Jensen Martin Korba |
| | 1–3                   | 28:03 – R. Blagy (S. Varlamov, M. Kvitchenko)           |                 |                                                                 |
| | 1–4                   | 35:18 – V. Polonytsky (V. Aleksyuk, S. Varlamov)        |                 |                                                                 |
| | 1–5                   | 42:41 – O. Toryanyk (V. Aleksyuk, A. Bondaryev)         |                 |                                                                 |
| | 1–6                   | 44:23 – O. Materukhin (O. Shafarenko, O. Tymchenko)     |                 |                                                                 |
| | 1–7                   | 53:14 – R. Blagy (V. Polonytsky, M. Kvitchenko) (PP)    |                 |                                                                 |
| | 1–8                   | 53:43 – K. Ryabenko (O. Toryanyk, V. Aleksyuk)          |                 |                                                                 |

| 2013. április 17. 13:00 | Észtország | 3–6 (1–2, 2–2, 0–2) | Románia | Doneck Nézőszám: 1178 |

| Jegyzőkönyv | Jegyzőkönyv    | Jegyzőkönyv                                        | Jegyzőkönyv            | Jegyzőkönyv                                                                          |
| --- | -------------- | -------------------------------------------------- | ---------------------- | ------------------------------------------------------------------------------------ |
| | Roman Sumikhin | Kapusok                                            | Adrian Catrinoi Cornea | Játékvezetők: Peter Lokšík Daniel Konc Vonalbírók: Anton Gladchenko Frederic Monnaie |
| \| A. Sibirtsev (D. Suur, R. Rooba) (PP) – 07:00 \| 1–0 \| \| \| \| 1–1 \| 10:30 – T. Becze (Z. Antal) \| \| \| 1–2 \| 16:29 – C. Virag (I. Nagy, E. Mihaly) \| \| R. Rooba (D. Suur, I. Urushev) (PP) – 28:04 \| 2–2 \| \| \| \| 2–3 \| 30:20 – A. Goga (E. Moldovan, S. Szocs) (SH) \| \| A. Kuznetsov (J. Rajevski, V. Virjassov) – 35:56 \| 3–3 \| \| \| \| 3–4 \| 37:46 – C. Virag (I. Nagy, T. Becze) (PP) \| \| \| 3–5 \| 43:36 – Zsombor Molnar (T. Becze, S. Papp) \| \| \| 3–6 \| 56:31 – C. Virag (Zsolt Molnar, A. Goga) (SH)(ENG) \| |                |                                                    |                        | Játékvezetők: Peter Lokšík Daniel Konc Vonalbírók: Anton Gladchenko Frederic Monnaie |
| 8 perc | Büntetések     | 14 perc                                            |                        | Játékvezetők: Peter Lokšík Daniel Konc Vonalbírók: Anton Gladchenko Frederic Monnaie |
| 21 | Lövések        | 34                                                 |                        | Játékvezetők: Peter Lokšík Daniel Konc Vonalbírók: Anton Gladchenko Frederic Monnaie |
| A. Sibirtsev (D. Suur, R. Rooba) (PP) – 07:00 | 1–0            |                                                    |                        | Játékvezetők: Peter Lokšík Daniel Konc Vonalbírók: Anton Gladchenko Frederic Monnaie |
| | 1–1            | 10:30 – T. Becze (Z. Antal)                        |                        | Játékvezetők: Peter Lokšík Daniel Konc Vonalbírók: Anton Gladchenko Frederic Monnaie |
| | 1–2            | 16:29 – C. Virag (I. Nagy, E. Mihaly)              |                        | Játékvezetők: Peter Lokšík Daniel Konc Vonalbírók: Anton Gladchenko Frederic Monnaie |
| R. Rooba (D. Suur, I. Urushev) (PP) – 28:04 | 2–2            |                                                    |                        |                                                                                      |
| | 2–3            | 30:20 – A. Goga (E. Moldovan, S. Szocs) (SH)       |                        |                                                                                      |
| A. Kuznetsov (J. Rajevski, V. Virjassov) – 35:56 | 3–3            |                                                    |                        |                                                                                      |
| | 3–4            | 37:46 – C. Virag (I. Nagy, T. Becze) (PP)          |                        |                                                                                      |
| | 3–5            | 43:36 – Zsombor Molnar (T. Becze, S. Papp)         |                        |                                                                                      |
| | 3–6            | 56:31 – C. Virag (Zsolt Molnar, A. Goga) (SH)(ENG) |                        |                                                                                      |

| 2013. április 17. 16:30 | Lengyelország | 3–1 (1–1, 1–0, 1–0) | Hollandia | Doneck Nézőszám: 1242 |

| Jegyzőkönyv | Jegyzőkönyv    | Jegyzőkönyv                                            | Jegyzőkönyv        | Jegyzőkönyv                                                     |
| --- | -------------- | ------------------------------------------------------ | ------------------ | --------------------------------------------------------------- |
| | Kamil Kosowski | Kapusok                                                | Martijn Oosterwijk | Játékvezető: Maxim Urda Vonalbírók: Rene Jensen Artem Korepanov |
| \| T. Malasinski (K. Zapala, R. Dutka) – 02:49 \| 1–0 \| \| \| \| 1–1 \| 08:13 – R. Joly (I. van den Heuvel, M. Bruijsten) (PP) \| \| R. Dutka (P. Dronia, K. Zapala) (PP) – 22:46 \| 2–1 \| \| \| M. Kolusz (K. Zapala, P. Dronia) (PP) – 42:04 \| 3–1 \| \| |                |                                                        |                    | Játékvezető: Maxim Urda Vonalbírók: Rene Jensen Artem Korepanov |
| 8 perc | Büntetések     | 8 perc                                                 |                    | Játékvezető: Maxim Urda Vonalbírók: Rene Jensen Artem Korepanov |
| 32 | Lövések        | 18                                                     |                    | Játékvezető: Maxim Urda Vonalbírók: Rene Jensen Artem Korepanov |
| T. Malasinski (K. Zapala, R. Dutka) – 02:49 | 1–0            |                                                        |                    | Játékvezető: Maxim Urda Vonalbírók: Rene Jensen Artem Korepanov |
| | 1–1            | 08:13 – R. Joly (I. van den Heuvel, M. Bruijsten) (PP) |                    | Játékvezető: Maxim Urda Vonalbírók: Rene Jensen Artem Korepanov |
| R. Dutka (P. Dronia, K. Zapala) (PP) – 22:46 | 2–1            |                                                        |                    | Játékvezető: Maxim Urda Vonalbírók: Rene Jensen Artem Korepanov |
| M. Kolusz (K. Zapala, P. Dronia) (PP) – 42:04 | 3–1            |                                                        |                    |                                                                 |

| 2013. április 17. 20:00 | Ukrajna | 7–0 (2–0, 2–0, 3–0) | Litvánia | Doneck Nézőszám: 3527 |

| Jegyzőkönyv | Jegyzőkönyv   | Jegyzőkönyv | Jegyzőkönyv         | Jegyzőkönyv                                                       |
| --- | ------------- | ----------- | ------------------- | ----------------------------------------------------------------- |
| | Pavlo Yachnyk | Kapusok     | Nenjus Dauksevicius | Játékvezető: Andris Ansons Vonalbírók: Martin Korba Damir Rakovič |
| \| O. Toryanyk (A. Mikhnov) – 08:46 \| 1–0 \| \| \| A. Bondaryev (O. Toryanyk) – 11:32 \| 2–0 \| \| \| V. Zakharov (V. Aleksyuk) (PP) – 21:49 \| 3–0 \| \| \| Y. Petrangovsky (D. Nimenko, O. Pobiedonostsev) – 27:42 \| 4–0 \| \| \| O. Shafarenko (O. Materukhin, O. Tymchenko) – 45:10 \| 5–0 \| \| \| V. Polonytsky (M. Kvitchenko) – 45:42 \| 6–0 \| \| \| A. Mikhnov (SH, ENG) – 59:37 \| 7–0 \| \| |               |             |                     | Játékvezető: Andris Ansons Vonalbírók: Martin Korba Damir Rakovič |
| 12 perc | Büntetések    | 10 perc     |                     | Játékvezető: Andris Ansons Vonalbírók: Martin Korba Damir Rakovič |
| 50 | Lövések       | 12          |                     | Játékvezető: Andris Ansons Vonalbírók: Martin Korba Damir Rakovič |
| O. Toryanyk (A. Mikhnov) – 08:46 | 1–0           |             |                     | Játékvezető: Andris Ansons Vonalbírók: Martin Korba Damir Rakovič |
| A. Bondaryev (O. Toryanyk) – 11:32 | 2–0           |             |                     | Játékvezető: Andris Ansons Vonalbírók: Martin Korba Damir Rakovič |
| V. Zakharov (V. Aleksyuk) (PP) – 21:49 | 3–0           |             |                     | Játékvezető: Andris Ansons Vonalbírók: Martin Korba Damir Rakovič |
| Y. Petrangovsky (D. Nimenko, O. Pobiedonostsev) – 27:42 | 4–0           |             |                     |                                                                   |
| O. Shafarenko (O. Materukhin, O. Tymchenko) – 45:10 | 5–0           |             |                     |                                                                   |
| V. Polonytsky (M. Kvitchenko) – 45:42 | 6–0           |             |                     |                                                                   |
| A. Mikhnov (SH, ENG) – 59:37 | 7–0           |             |                     |                                                                   |

| 2013. április 18. 13:00 | Lengyelország | 5–3 (1–0, 2–2, 2–1) | Észtország | Doneck Nézőszám: 1320 |

| Jegyzőkönyv | Jegyzőkönyv        | Jegyzőkönyv                                            | Jegyzőkönyv                          | Jegyzőkönyv                                                       |
| --- | ------------------ | ------------------------------------------------------ | ------------------------------------ | ----------------------------------------------------------------- |
| | Przemysław Odrobny | Kapusok                                                | Villem-Henrik Koitmaa Roman Sumikhin | Játékvezető: Maxim Urda Vonalbírók: Artem Korepanov Damir Rakovič |
| \| L. Laszkiewicz (S. Kowalowka, A. Baginski) (PP) – 18:46 \| 1–0 \| \| \| \| 1–1 \| 21:39 – A. Sibirtsev (V. Virjassov, A. Kuznetsov) \| \| T. Malasinski (M. Kolusz) – 28:31 \| 2–1 \| \| \| \| 2–2 \| 32:18 – A. Sibirtsev (A. Kuznetsov, V. Virjassov) (PP) \| \| M. Strzyzowski (K. Dziubinski, R. Galant) – 35:48 \| 3–2 \| \| \| R. Dutka (K. Zapala, P. Dronia) (PP) – 40:38 \| 4–2 \| \| \| \| 4–3 \| 57:49 – A. Sibirtsev (A. Ossipov, F. Shvarogin) (PP) \| \| K. Zapala (M. Kolusz, R. Dutka) (ENG) – 58:48 \| 5–3 \| \| |                    |                                                        |                                      | Játékvezető: Maxim Urda Vonalbírók: Artem Korepanov Damir Rakovič |
| 14 perc | Büntetések         | 10 perc                                                |                                      | Játékvezető: Maxim Urda Vonalbírók: Artem Korepanov Damir Rakovič |
| 43 | Lövések            | 35                                                     |                                      | Játékvezető: Maxim Urda Vonalbírók: Artem Korepanov Damir Rakovič |
| L. Laszkiewicz (S. Kowalowka, A. Baginski) (PP) – 18:46 | 1–0                |                                                        |                                      | Játékvezető: Maxim Urda Vonalbírók: Artem Korepanov Damir Rakovič |
| | 1–1                | 21:39 – A. Sibirtsev (V. Virjassov, A. Kuznetsov)      |                                      | Játékvezető: Maxim Urda Vonalbírók: Artem Korepanov Damir Rakovič |
| T. Malasinski (M. Kolusz) – 28:31 | 2–1                |                                                        |                                      | Játékvezető: Maxim Urda Vonalbírók: Artem Korepanov Damir Rakovič |
| | 2–2                | 32:18 – A. Sibirtsev (A. Kuznetsov, V. Virjassov) (PP) |                                      |                                                                   |
| M. Strzyzowski (K. Dziubinski, R. Galant) – 35:48 | 3–2                |                                                        |                                      |                                                                   |
| R. Dutka (K. Zapala, P. Dronia) (PP) – 40:38 | 4–2                |                                                        |                                      |                                                                   |
| | 4–3                | 57:49 – A. Sibirtsev (A. Ossipov, F. Shvarogin) (PP)   |                                      |                                                                   |
| K. Zapala (M. Kolusz, R. Dutka) (ENG) – 58:48 | 5–3                |                                                        |                                      |                                                                   |

| 2013. április 18. 16:30 | Románia | 2–1 (1–0, 0–1, 1–0) | Litvánia | Doneck Nézőszám: 915 |

| Jegyzőkönyv | Jegyzőkönyv            | Jegyzőkönyv                                                | Jegyzőkönyv    | Jegyzőkönyv                                                            |
| --- | ---------------------- | ---------------------------------------------------------- | -------------- | ---------------------------------------------------------------------- |
| | Adrian Catrinoi Cornea | Kapusok                                                    | Mantas Armalis | Játékvezető: Andris Ansons Vonalbírók: Martin Korba Ulrich Pardatscher |
| \| A. Goga (C. Virag) – 07:49 \| 1–0 \| \| \| \| 1–1 \| 34:52 – D. Kulevičius (R. Aliukonis, T. Vyšniauskas) (PP2) \| \| S. Papp (T. Becze) (PP) – 49:17 \| 2–1 \| \| |                        |                                                            |                | Játékvezető: Andris Ansons Vonalbírók: Martin Korba Ulrich Pardatscher |
| 8 perc | Büntetések             | 6 perc                                                     |                | Játékvezető: Andris Ansons Vonalbírók: Martin Korba Ulrich Pardatscher |
| 25 | Lövések                | 33                                                         |                | Játékvezető: Andris Ansons Vonalbírók: Martin Korba Ulrich Pardatscher |
| A. Goga (C. Virag) – 07:49 | 1–0                    |                                                            |                | Játékvezető: Andris Ansons Vonalbírók: Martin Korba Ulrich Pardatscher |
| | 1–1                    | 34:52 – D. Kulevičius (R. Aliukonis, T. Vyšniauskas) (PP2) |                | Játékvezető: Andris Ansons Vonalbírók: Martin Korba Ulrich Pardatscher |
| S. Papp (T. Becze) (PP) – 49:17 | 2–1                    |                                                            |                | Játékvezető: Andris Ansons Vonalbírók: Martin Korba Ulrich Pardatscher |

| 2013. április 18. 20:00 | Hollandia | 2–3 (h.u.) (2–0, 0–2, 0–0) (h.u.: 0–1) | Ukrajna | Doneck Nézőszám: 3797 |

| Jegyzőkönyv | Jegyzőkönyv        | Jegyzőkönyv                                             | Jegyzőkönyv     | Jegyzőkönyv                                                         |
| --- | ------------------ | ------------------------------------------------------- | --------------- | ------------------------------------------------------------------- |
| | Martijn Oosterwijk | Kapusok                                                 | Yevgen Napnenko | Játékvezető: Michael Hicks Vonalbírók: Rene Jensen Frederic Monnaie |
| \| M. Bruijsten (I. van den Heuvel, K. Bruijsten) (SH) – 06:54 \| 1–0 \| \| \| S. Mason (R. Joly, N. de Jong) – 18:33 \| 2–0 \| \| \| \| 2–1 \| 21:29 – A. Mikhnov (A. Bondaryev, O. Toryanyk) \| \| \| 2–2 \| 29:44 – O. Tymchenko (O. Pobiedonostsev, O. Materukhin) \| \| \| 2–3 \| 62:14 – O. Tymchenko (O. Toryanyk) \| |                    |                                                         |                 | Játékvezető: Michael Hicks Vonalbírók: Rene Jensen Frederic Monnaie |
| 10 perc | Büntetések         | 10 perc                                                 |                 | Játékvezető: Michael Hicks Vonalbírók: Rene Jensen Frederic Monnaie |
| 21 | Lövések            | 44                                                      |                 | Játékvezető: Michael Hicks Vonalbírók: Rene Jensen Frederic Monnaie |
| M. Bruijsten (I. van den Heuvel, K. Bruijsten) (SH) – 06:54 | 1–0                |                                                         |                 | Játékvezető: Michael Hicks Vonalbírók: Rene Jensen Frederic Monnaie |
| S. Mason (R. Joly, N. de Jong) – 18:33 | 2–0                |                                                         |                 | Játékvezető: Michael Hicks Vonalbírók: Rene Jensen Frederic Monnaie |
| | 2–1                | 21:29 – A. Mikhnov (A. Bondaryev, O. Toryanyk)          |                 | Játékvezető: Michael Hicks Vonalbírók: Rene Jensen Frederic Monnaie |
| | 2–2                | 29:44 – O. Tymchenko (O. Pobiedonostsev, O. Materukhin) |                 |                                                                     |
| | 2–3                | 62:14 – O. Tymchenko (O. Toryanyk)                      |                 |                                                                     |

| 2013. április 20. 12:00 |  | 6–2 (3–0, 1–1, 2–0) |  | Doneck Nézőszám: 1014 |

| Jegyzőkönyv | Jegyzőkönyv        | Jegyzőkönyv                                | Jegyzőkönyv                           | Jegyzőkönyv                                                             |
| --- | ------------------ | ------------------------------------------ | ------------------------------------- | ----------------------------------------------------------------------- |
| | Martijn Oosterwijk | Kapusok                                    | Adrian Catrinoi Cornea Gellert Ruczuj | Játékvezető: Michael Hicks Vonalbírók: Anton Gladchenko Artem Korepanov |
| \| T. Demelinne (K. Bruijsten, M. Postma} 11:10 \| 1–0 \| \| \| R. Joly (M. Postma} 13:10 \| 2–0 \| \| \| L. van Sloun (R. Wurm} 14:27 \| 3–0 \| \| \| D. Hagemeijer (I. van den Heuvel} (PP) – 24:40 \| 4–0 \| \| \| \| 4–1 \| 34:55 – E. Moldovan (A. Goga) \| \| J-J. Natte (J. Smid} 49:08 \| 5–1 \| \| \| R. Wurm (D. van den Velden} 57:10 \| 6–1 \| \| \| \| 6–2 \| 58:29 – Y. Pysarenko (C. Virag, Z. Molnar) \| |                    |                                            |                                       | Játékvezető: Michael Hicks Vonalbírók: Anton Gladchenko Artem Korepanov |
| 8 perc | Büntetések         | 16 perc                                    |                                       | Játékvezető: Michael Hicks Vonalbírók: Anton Gladchenko Artem Korepanov |
| 26 | Lövések            | 28                                         |                                       | Játékvezető: Michael Hicks Vonalbírók: Anton Gladchenko Artem Korepanov |
| T. Demelinne (K. Bruijsten, M. Postma} 11:10 | 1–0                |                                            |                                       | Játékvezető: Michael Hicks Vonalbírók: Anton Gladchenko Artem Korepanov |
| R. Joly (M. Postma} 13:10 | 2–0                |                                            |                                       | Játékvezető: Michael Hicks Vonalbírók: Anton Gladchenko Artem Korepanov |
| L. van Sloun (R. Wurm} 14:27 | 3–0                |                                            |                                       | Játékvezető: Michael Hicks Vonalbírók: Anton Gladchenko Artem Korepanov |
| D. Hagemeijer (I. van den Heuvel} (PP) – 24:40 | 4–0                |                                            |                                       |                                                                         |
| | 4–1                | 34:55 – E. Moldovan (A. Goga)              |                                       |                                                                         |
| J-J. Natte (J. Smid} 49:08 | 5–1                |                                            |                                       |                                                                         |
| R. Wurm (D. van den Velden} 57:10 | 6–1                |                                            |                                       |                                                                         |
| | 6–2                | 58:29 – Y. Pysarenko (C. Virag, Z. Molnar) |                                       |                                                                         |

| 2013. április 20. 15:30 | Litvánia | 12–3 (1–1, 3–2, 8–0) | Észtország | Doneck Nézőszám: 1087 |

| Jegyzőkönyv | Jegyzőkönyv         | Jegyzőkönyv                                   | Jegyzőkönyv                          | Jegyzőkönyv                                                            |
| --- | ------------------- | --------------------------------------------- | ------------------------------------ | ---------------------------------------------------------------------- |
| | Nenjus Dauksevicius | Kapusok                                       | Roman Sumikhin Villem-Henrik Koitmaa | Játékvezető: Peter Lokšík Vonalbírók: Ulrich Pardatscher Damir Rakovič |
| \| A. Visockas – 12:34 \| 1–0 \| \| \| \| 1–1 \| 19:57 – J. Rajevski (R. Rooba) (PP) \| \| \| 1–2 \| 30:33 – A. Sibirtsev (K. Kuusk, A. Kuznetsov) \| \| A. Bendzius (A. Fiscevas, N. Ališauskas) (PP) – 32:07 \| 2–2 \| \| \| \| 2–3 \| 32:51 – A. Kuznetsov (K. Kuusk, F. Shvarogin) \| \| A. Fiscevas (D. Bogdziul, A. Bendzius) – 34:01 \| 3–3 \| \| \| A. Fiscevas (D. Bogdziul, N. Ališauskas) – 38:32 \| 4–3 \| \| \| D. Bogdziul (A. Fiscevas, N. Ališauskas) – 45:16 \| 5–3 \| \| \| A. Fiscevas (SH) – 48:44 \| 6–3 \| \| \| A. Fiscevas (D. Bogdziul, A. Bendzius) – 50:28 \| 7–3 \| \| \| A. Fiscevas (D. Bogdziul) – 52:20 \| 8–3 \| \| \| D. Pliskauskas (P. Nauseda, A. Katulis) – 54:05 \| 9–3 \| \| \| A. Fiscevas (A. Bendzius, D. Bogdziul) (PP) – 55:02 \| 10–3 \| \| \| D. Pliskauskas (M. Slikas, A. Kaminskas) – 55:26 \| 11–3 \| \| \| D. Kulevičius (S. Kuliešius) – 56:51 \| 12–3 \| \| |                     |                                               |                                      | Játékvezető: Peter Lokšík Vonalbírók: Ulrich Pardatscher Damir Rakovič |
| 12 perc | Büntetések          | 18 perc                                       |                                      | Játékvezető: Peter Lokšík Vonalbírók: Ulrich Pardatscher Damir Rakovič |
| 52 | Lövések             | 29                                            |                                      | Játékvezető: Peter Lokšík Vonalbírók: Ulrich Pardatscher Damir Rakovič |
| A. Visockas – 12:34 | 1–0                 |                                               |                                      | Játékvezető: Peter Lokšík Vonalbírók: Ulrich Pardatscher Damir Rakovič |
| | 1–1                 | 19:57 – J. Rajevski (R. Rooba) (PP)           |                                      | Játékvezető: Peter Lokšík Vonalbírók: Ulrich Pardatscher Damir Rakovič |
| | 1–2                 | 30:33 – A. Sibirtsev (K. Kuusk, A. Kuznetsov) |                                      | Játékvezető: Peter Lokšík Vonalbírók: Ulrich Pardatscher Damir Rakovič |
| A. Bendzius (A. Fiscevas, N. Ališauskas) (PP) – 32:07 | 2–2                 |                                               |                                      |                                                                        |
| | 2–3                 | 32:51 – A. Kuznetsov (K. Kuusk, F. Shvarogin) |                                      |                                                                        |
| A. Fiscevas (D. Bogdziul, A. Bendzius) – 34:01 | 3–3                 |                                               |                                      |                                                                        |
| A. Fiscevas (D. Bogdziul, N. Ališauskas) – 38:32 | 4–3                 |                                               |                                      |                                                                        |
| D. Bogdziul (A. Fiscevas, N. Ališauskas) – 45:16 | 5–3                 |                                               |                                      |                                                                        |
| A. Fiscevas (SH) – 48:44 | 6–3                 |                                               |                                      |                                                                        |
| A. Fiscevas (D. Bogdziul, A. Bendzius) – 50:28 | 7–3                 |                                               |                                      |                                                                        |
| A. Fiscevas (D. Bogdziul) – 52:20 | 8–3                 |                                               |                                      |                                                                        |
| D. Pliskauskas (P. Nauseda, A. Katulis) – 54:05 | 9–3                 |                                               |                                      |                                                                        |
| A. Fiscevas (A. Bendzius, D. Bogdziul) (PP) – 55:02 | 10–3                |                                               |                                      |                                                                        |
| D. Pliskauskas (M. Slikas, A. Kaminskas) – 55:26 | 11–3                |                                               |                                      |                                                                        |
| D. Kulevičius (S. Kuliešius) – 56:51 | 12–3                |                                               |                                      |                                                                        |

| 2013. április 20. 19:00 | Ukrajna | 4–3 (0–2, 3–0, 1–1) | Lengyelország | Doneck Nézőszám: 4017 |

| Jegyzőkönyv | Jegyzőkönyv     | Jegyzőkönyv                                      | Jegyzőkönyv        | Jegyzőkönyv                                                     |
| --- | --------------- | ------------------------------------------------ | ------------------ | --------------------------------------------------------------- |
| | Yevgen Napnenko | Kapusok                                          | Przemysław Odrobny | Játékvezető: Andris Ansons Vonalbírók: Rene Jensen Martin Korba |
| \| \| 0–1 \| 00:13 – T. Malasiński (M. Kolusz) \| \| \| 0–2 \| 06:01 – T. Malasiński (R. Dutka, P. Dornia) (PP) \| \| R. Blagy (V. Polonytsky, S. Varlamov) – 27:42 \| 1–2 \| \| \| O. Shafarenko (O. Tymchenko) – 28:02 \| 2–2 \| \| \| O. Tymchenko (O. Shafarenko, O. Pobiedonostsev) – 36:47 \| 3–2 \| \| \| O. Materukhin (O. Shafarenko, O. Tymchenko) – 40:36 \| 4–2 \| \| \| \| 4–3 \| 52:16 – J. Gabryś (L. Laszkiewicz) \| |                 |                                                  |                    | Játékvezető: Andris Ansons Vonalbírók: Rene Jensen Martin Korba |
| 16 perc | Büntetések      | 16 perc                                          |                    | Játékvezető: Andris Ansons Vonalbírók: Rene Jensen Martin Korba |
| 34 | Lövések         | 27                                               |                    | Játékvezető: Andris Ansons Vonalbírók: Rene Jensen Martin Korba |
| | 0–1             | 00:13 – T. Malasiński (M. Kolusz)                |                    | Játékvezető: Andris Ansons Vonalbírók: Rene Jensen Martin Korba |
| | 0–2             | 06:01 – T. Malasiński (R. Dutka, P. Dornia) (PP) |                    | Játékvezető: Andris Ansons Vonalbírók: Rene Jensen Martin Korba |
| R. Blagy (V. Polonytsky, S. Varlamov) – 27:42 | 1–2             |                                                  |                    | Játékvezető: Andris Ansons Vonalbírók: Rene Jensen Martin Korba |
| O. Shafarenko (O. Tymchenko) – 28:02 | 2–2             |                                                  |                    |                                                                 |
| O. Tymchenko (O. Shafarenko, O. Pobiedonostsev) – 36:47 | 3–2             |                                                  |                    |                                                                 |
| O. Materukhin (O. Shafarenko, O. Tymchenko) – 40:36 | 4–2             |                                                  |                    |                                                                 |
| | 4–3             | 52:16 – J. Gabryś (L. Laszkiewicz)               |                    |                                                                 |